# Cy Endfield
Cyril Raker Endfield, född 10 november 1914 i Scranton i Pennsylvania, död 16 april 1995 i Shipston-on-Stour i Warwickshire, var en amerikansk manusförfattare, filmregissör, teaterregissör, författare, trollkonstnär och uppfinnare. Efter att ha utsatts för McCarthyismen och svartlistats i sitt hemland var Cy Endfield bosatt och verksam i Storbritannien från 1953. 

## Liv
Efter studier vid Yale University inledde Cy Endfield en verksamhet som teaterregissör och privatlärare i drama och blev en betydelsefull figur i New Yorks teaterliv. Därefter reste han runt på landsbygden med ett eget teatersällskap. Föreställningarna förgyllde Endfield med uppvisningar i kortkonster. Orson Welles råkade se detta och blev så imponerad att han anställde honom. 
Hans karriär som filmregissör i hemlandet fick ett abrupt slut 1951, då studentårens politiska sympatier plockades fram och vändes emot honom under kalla krigets allt bistrare McCarthy-era. Detta år utpekades Endfield som kommunist under ett offentligt politiskt kongressförhör inför Kommittén för oamerikansk verksamhet. Svartlistad av de styrande i filmbranschen kunde han inte längre verka i Hollywood. Han flyttade därför till Storbritannien, där han skrev och regisserade filmer under olika pseudonymer, ofta med andra svartlistade i rollistan.

## Verk
Som filmskapare började Cy Endfield med att göra ett stort antal kortfilmer under 1940-talet. 1950 färdigställde han sin första långfilm, Gangsterterror slås ned  (The Underworld Story ). Det var en film noir som blev uppmärksammad av kritiken. Filmen innebar även ett stort steg framåt både vad gäller budget och samhällskritik. Den var ett blixtrande angrepp på tidningskorruption, något som lika väl kunde uppfattas som ett angrepp i vidare mening på den framväxande McCarthyismens ideologi. Samma år följde han upp med den film som ofta omnämns som hans mästerverk, nämligen Raseri (The Sound of Fury ), en thriller om lynchning som baserades på en sann historia. Det var med dessa båda filmer som Endfields egen syn på karaktärsskildring utvecklades, pessimistisk men med medkänsla. 
1961 filmatiserade Cy Endfield Jules Vernes roman Den hemlighetsfulla ön. 
Hans mest kända film sägs Zulu (1964) vara. Denna film skildrade ett historiskt slag under zulukriget, det så kallade Slaget vid Rorke's Drift, där den brittiska kolonialarmén led ett andra nederlag mot zuluarmén under en och samma dag. Förutom regin svarade Endfield även för manus till denna film. 15 år senare behandlade han i sin bok Zulu Dawn (1979) det slag som hade utkämpats samma morgon och som går under namnet Slaget vid Isandlwana. Boken bildade underlag för filmen som på svenska fick titeln Striden i gryningen, med Burt Lancaster i en bärande roll. Det var en film som Endfield valde att inte regissera själv. Han nöjde sig istället med att enbart ansvara för filmmanuskriptet. Regin överlät han till den engelske filmaren Douglas Hickox.

### Filmtitlar (urval)
- 1979: Striden i gryningen (Zulu Dawn, manus)
- 1969: Kärlekens hus (De Sade, regi)
- 1965: Kalaharis glödande sand (Sands Of The Kalahari, producent, manus och regi, efter en roman av William Mulvihill)
- 1964: Zulu (producent, manus och regi)
- 1961: Den hemlighetsfulla ön (Mysterious Island, regi)
- 1958: Havets rovriddare (Sea Fury, manus och regi)
- 1957: Rattens desperados (Hell Drivers, manus och regi under namnet C. Raker Endfield)
- 1952: Tarzan och djungelbanditerna (Tarzan's Savage Fury, regi)
- 1950: Raseri (The Sound of Fury, regi)
- 1950: Gangsterterror slås ned (The Underworld Story, regi)

#### Filmutmärkelser
1958: nominerad till BAFTA Award för bästa brittiska filmmanuskript (tillsammans med John Kruse). Det gällde filmen Hell Drivers (Rattens desperados, 1957), en film som Cy Endfield även hade regisserat.

### Boktitlar
- Zulu Dawn (Arrow Books Ltd., 1979) ISBN 978-0099194309

## Fotnoter
1. 1 2  SNAC, SNAC Ark-ID: w64z9vt7, läs online, läst: 9 oktober 2017.[källa från Wikidata]
2. 1 2  filmportal.de, Filmportal-ID: cd182cc2867b44659ea8b41adf2fc403, läst: 9 oktober 2017.[källa från Wikidata]
3. 1 2 3 4  Internet Movie Database.[källa från Wikidata]
4. ↑  Internet Movie Database, IMDb-ID: tt0476308co0047972, läst: 31 juli 2022.[källa från Wikidata]
5. ↑  www.acmi.net.au, webb-ID på ACMI: creators/77700.[källa från Wikidata]
6. ↑  Tjeckiska nationalbibliotekets databas, NKC-ID: xx0328882, läst: 19 februari 2025.[källa från Wikidata]
7. ↑  Se Hollywood blacklist på engelskspråkiga Wikipedia.
8. ↑   House Un-American Activities Committee (HUAC) var en utredningskommitté i USA:s representanthus åren 1938-1975.
9. ↑  Enligt Svensk Filmdatabas fick filmen den något märkliga titeln "Gangsterror slås ner" på svenska 1950. På Internet Movie Database (IMDb) omnämns filmen däremot som just "Gangsterterror slås ned".